# Estela de Ikhernofret

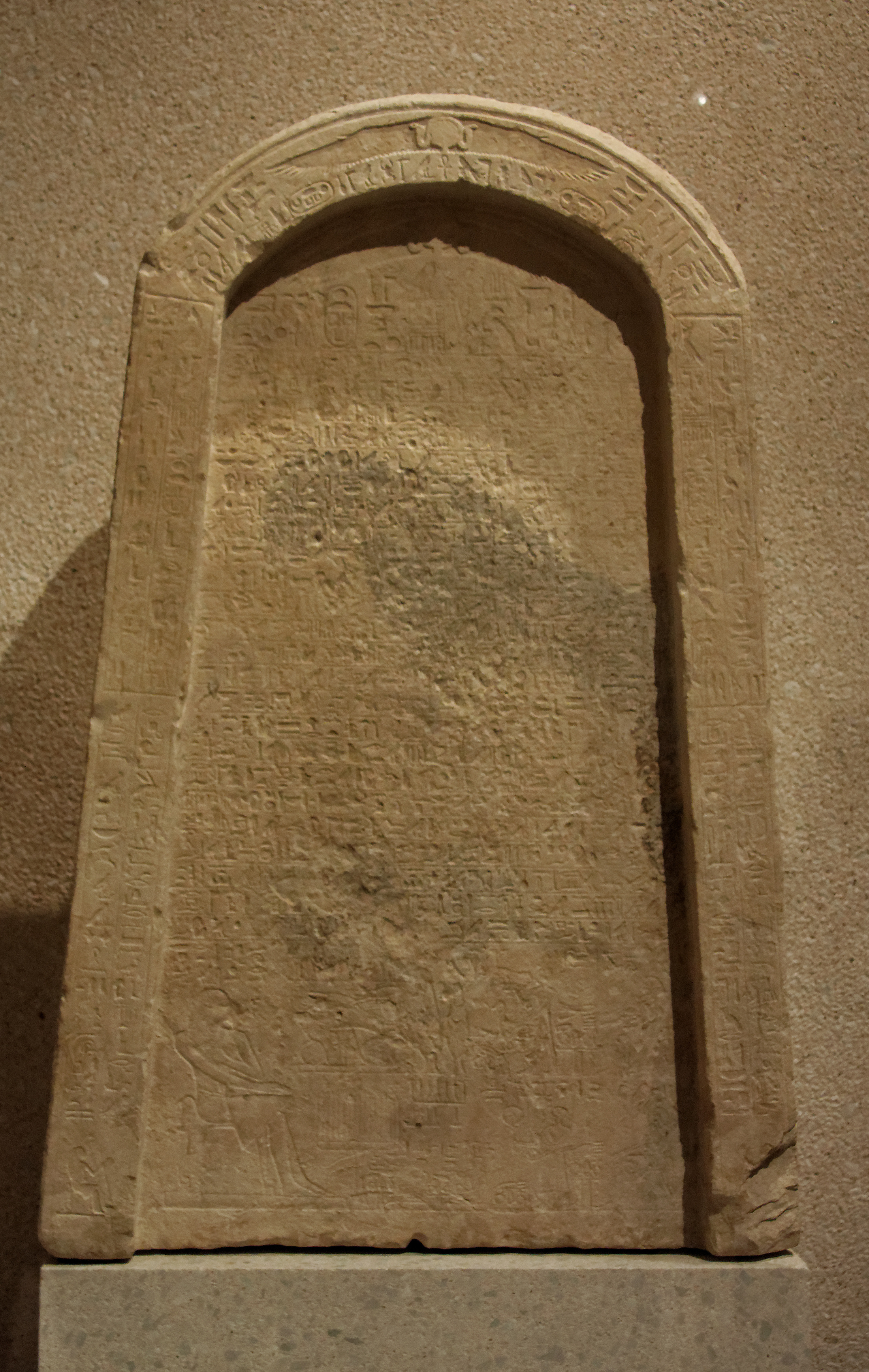
Estela de Ikhernofret.

La estela Ikhernofret (Museo Egipcio de Berlín ref. 1204) es una importante estela del Antiguo Egipto datada en el Imperio Medio y destaca por su cuidadosa descripción de cómo se llevaron a cabo los misterios del dios Osiris en Abidos. Su altura es de 100 cm y está realizada en piedra caliza. Osiris se representa de pie bajo un disco solar alado de cara a Sesostris III (c. 1874-1829 a. C.). El texto se encuentra debajo de Osiris en veinticuatro líneas horizontales. Debajo del texto, Ikhernofret, tesorero de la dinastía XII de Egipto con el faraón Sesostris III, está representado en una mesa de ofrendas con su familia. Los rituales celebraban la realeza, la muerte y la resurrección del dios.
Describe cómo Ikhernofret es considerado como un amado «hijo adoptivo» del rey y que fue nombrado «Compañero del Rey» a los veintiséis años. El rey lo envió en una misión a Abidos para organizar unos acontecimientos festivos en honor del Padre de los Reyes «Osiris, Señor de los occidentales».
La estela registra que las festividades se celebraron en cuatro partes principales:
- La procesión de Upuaut, «el que abre los caminos». La divinidad es aquí una manifestación del triunfante Horus que acudió en ayuda de su padre Osiris contra sus enemigos partidarios de Seth. Los enemigos son aplastados simbólicamente durante un ritual mágico donde las estatuillas de cera y los jarrones que los representan son golpeados y luego destruidos.
- La procesión de la barca Neshmet. La gran procesión del funeral del dios Osiris. La estatua del dios, en su barca, sale del templo en dirección a la necrópolis.
- La fiesta de Haker, la noche de Horus el combatiente. Esta noche corresponde con el culto fúnebre a la noche del juicio de los muertos cuando se ritualiza durante las vigilias nocturnas.
- La procesión al templo de Osiris. Este es el último acto de la fiesta con el regreso triunfal de la estatua del dios Osiris a su templo, legitimado y resucitado.